# 米山善吉
米山 善吉（、1963年7月28日 - ）は、日本の元俳優である。鹿児島県奄美大島出身。身長172cm。血液型はA型。 劇男一世風靡出身。

## 人物
『ゴジラvsスペースゴジラ』で共演した橋爪淳は、米山についてニヒルで物静かな人物であったと評しており、同作品ではテンションを大きく上げてキャラクター作りを行っていたと証言している。特にクライマックスでの米山の演技には感動したという。
同作品に出演した小高恵美は、米山は映画好きであったといい、共演した柄本明と映画談義を交わしていたことを証言している。

## 出演

### テレビドラマ
- 原島弁護士の愛と悲しみ（TBS、1985年） - 瀬川 役
- 桃尻娘（フジテレビ、1986年） - 木川田源一 役
- 恋する時間です（日本テレビ、1986年） - 三角晃一 役
- 海の群星（NHK総合、1988年11月12日） - ミーチラー 役
- さすらい刑事旅情編シリーズ（テレビ朝日）
  - 第2シリーズ 第13話「レイプ! 古都鎌倉3年前の殺意」（1990年）
  - 第3シリーズ 第11話「寝台特急さくら・殺人犯に会いに来た女」（1990年）
  - 第4シリーズ 第17話「東京駅・消えた凶器・証言を拒んだ女」（1992年）
  - 第5シリーズ 第3話「走る密室・寝台特急出雲から消えた花嫁」（1992年）
  - 第6シリーズ 第23話「二重アリバイの罠・狙われた人妻」（1994年）
- はぐれ刑事純情派（1991年） - 吉井守
- 真夏の出来事（1992年）
- あすなろ白書（フジテレビ、1993年）
- 家なき子（日本テレビ、1994年） - 中山史彦 役
- 暴れん坊将軍VI 第24話「剣難女難の恋指南」（テレビ朝日、1995年） - 秋田伸之介 役
- 土曜ワイド劇場（テレビ朝日）
  - 「牟田刑事官事件ファイル21・切れた絆」（1995年） - 中谷警部補 役
  - 「西村京太郎トラベルミステリー33・秋田新幹線「こまち」殺人事件」（1999年） - 中山弘史 役
  - 「おばはん刑事!流石姫子8・京都祇園 着物ショー連続殺人!」（2003年） - 近藤刑事 役
  - 「救急救命士・牧田さおり7」（2010年）
- 江戸の用心棒II 第10話「大江戸ゴミ騒動」（日本テレビ、1995年） - 仙吉 役
- 名奉行 遠山の金さん 第7シリーズ 第12話「消えた五千両!棺桶を作る女」（テレビ朝日 / 東映、1995年） - 巳之吉 役
- ひよこたちの天使（TBS、1996年）
- 早乙女千春の添乗報告書4 （TBS、1996年） - 北村克也 役
- はみだし刑事情熱系（テレビ朝日）
  - 第1シリーズ第7話（1996年）
  - 第3シリーズ第23話（1999年）
  - 第8シリーズ第2話（2004年）
- 火曜サスペンス劇場
  - 刑事・鬼貫八郎 7 憎悪の化石（1997年12月2日、日本テレビ） - 松村刑事 役
  - 刑事・鬼貫八郎 8 青の殺意（1998年9月22日、日本テレビ） - 松村刑事 役
- 水戸黄門 第25部 第31話「湖水に秘めた忍ぶ恋 -十和田-」（TBS、1997年）- 簑吉（笹岡清一郎）役
- 弁護士芸者のお座敷事件簿3（TBS、1998年） - 的場克己 役
- 3年B組金八先生第8シリーズ第7話（TBS、2007年）
- NHKスペシャル「感染爆発〜パンデミック・フルー」（2008年）
- 水曜ミステリー9
  - 神楽坂署生活安全課4（2008年） - 梅木隆司 役
  - 松本清張特別企画 不在宴会 死亡記事の女（2008年） - 卜部刑事 役
- 小児救命第3話（テレビ朝日、2008年）
- 相棒 season 7 第16話「髪を切られた女」（テレビ朝日、2009年2月25日） - 多田信也 役
- 名探偵の掟（テレビ朝日、2009年）
- 臨場 第一章 第8話「黒星」（テレビ朝日、2009年6月3日） - 竹田刑事 役
- ハンチョウ〜神南署安積班〜 第10話（TBS、2009年） - 川本幹夫 役

### 映画
- 俺たちの行進曲（1985年）
- 南へ走れ、海の道を!（1986年） - 輝 役
- アイドルを探せ（1987年） - 谷沢等 役
- 恐怖のヤッちゃん（1987年）
- 山田村ワルツ（1988年） - 神田貴太郎 役
- 妖女伝説'88（1988年） - 井村文平 役
- どっちにするの。（1989年）
- BEST GUY（1990年） - 中川惇夫三尉 役
- 病院へ行こう（1990年） - 富田 役
- 就職戦線異状なし（1991年） - 高島健二 役
- 修羅の伝説（1992年） - 笠部組 組員・竹原洋三 役
- ミンボーの女（1992年） - ホテルマン 役
- エンジェル 僕の歌は君の歌（1992年） - 原和雄 役
- はいすくーる仁義外伝 地を這う者（1994年）
- ゴジラvsスペースゴジラ（1994年） - 佐藤清志 役[1]
- RAIN 眠らざる街（1996年）
- 足を舐める男（1997年）
- 難波金融伝・ミナミの帝王（2002年）
- スキヤキ・ウエスタン ジャンゴ（2007年）
- ひぐらしのなく頃に（2008年） - 前原伊知郎 役
- 髪がかり（2008年）
- ロストパラダイス・イン・トーキョー（2009年）

### Vシネマ
- 仁義16 裏切りの銃弾（1998年） - 潮組若頭 岩田 役
- 侠宴 〜実録・阿形充規の半生〜 完結編（2009年） - 杉丸一家若衆 塚地洋平 役

### CM
- あすなろ保険

## 関連人物
・柳葉敏郎
・一世風靡セピア
・東映
・村川透